# 羅克珊娜 (阿拉巴馬州)
羅克珊娜（英語：Roxana）是一個位於美國阿拉巴馬州李縣的非建制地區。該地的面積和人口皆未知。

## 地理
羅克珊娜的座標為32°41′13″N 85°40′09″W / 32.68694°N 85.66917°W，而該地的平均海拔高度為225米（即738英尺）。